# إد بال
إد بال (بالإنجليزية: Ed Ball)‏ هو مغن مؤلف بريطاني، ولد في 23 نوفمبر 1959.

## وصلات خارجية
- الموقع الرسمي